# Cronaca numismatica
Cronaca numismatica è una rivista di numismatica pubblicata dal 1989 al 2011. Dal 2018 è una rivista online.

## Storia
La rivista, fondata nel 1989, si occupava di numismatica, medaglistica, cartamoneta e scripofilia. Fu pubblicata in un primo tempo dalla casa editrice Eder di Napoli e successivamente dall'Editoriale Olimpia di Sesto Fiorentino. Composta di 96 o 112 pagine interamente a colori - alcuni numeri arrivarono a contare anche 144 pagine - offriva articoli scientifici e di attualità, ampie sezioni dedicate ai quesiti dei lettori, alle aste in Italia e all'estero e alle novità nei settori della numismatica antica e moderna, medaglistica, cartamoneta, araldica, sfragistica e titoli azionari antichi.
La rivista, dopo essere stata curata fino a fine 2003 da Mario Traina, eminente numismatico scomparso nel 2010, ed è stata successivamente diretta per otto anni da Roberto Ganganelli, ricercatore nel settore delle monetazioni italiane e della medaglistica. Nota e apprezzata sia fra gli studiosi che tra i collezionisti, era l'unica pubblicazione periodica del settore diffusa in edicola oltre che per abbonamento postale (la tiratura di alcuni numeri raggiunse le 20 000 copie, le vendite 15-16.000).
Tra le principali iniziative editoriali di Cronaca Numismatica gli Annali della monetazione italiana, gli Speciali e i Quaderni pubblicati periodicamente in inserto. Nel 2009, la rivista festeggiò i vent'anni di pubblicazioni ricevendo il Premio dell'Accademia Italiana di Studi Numismatici e facendo coniare, per l'occasione, una medaglia commemorativa omaggiata a tutti i lettori. La prima serie cartacea della rivista si è chiusa con l'ultimo numero pubblicato, il 238 del marzo 2011.
Periodicamente venne edito una collana di numeri speciale con articoli specializzati nell'ambito della numismatica. All'inizio della loro pubblicazione erano solo un supplemento a Cronaca numismatica e affrontavano molte più tematiche di quelle attuali. Da alcuni anni, invece, si sono specializzati su argomenti specifici. Questi supplementi, in genere pubblicati in numero di due o tre all'anno, contengono monografie illustrate.

## Online
Dal 2018 è una rivista online diretta da Roberto Ganganelli, saggista e giornalista specializzato attivo nel settore dall'inizio degli anni novanta. Oltre che del portale web, la rivista attuale si configura come una piattaforma informativa multicanale con spazi social su Facebook, Instagram e YouTube oltre che di una newsletter settimanale.

## Elenco numeri speciali
| NUMERO | USCITA        | TITOLO | AUTORE                                               |
| ------ | ------------- | --- | ---------------------------------------------------- |
| 1      | n/a           | Gli esperti rispondono                                                                                    | Mario Traina                                         |
| 2      | n/a           | La monetazione nella 2ª Guerra Mondiale - parte 1                                                         | Luigi Niccolò Castellana                             |
| 3      | n/a           | La monetazione nella 2ª Guerra Mondiale - parte 2                                                         | Luigi Niccolò Castellana                             |
| 4      | n/a           | Gli esperti rispondono                                                                                    | Mario Traina                                         |
| 5      | n/a           | A domanda rispondo                                                                                        | Mario Traina                                         |
| 6      | n/a           | Manuale di numismatica                                                                                    | Alberto Varesi                                       |
| 7      | n/a           | Le zecche maggiori dell'Asia Minore - parte 1                                                             | Roberto Pace                                         |
| 8      | n/a           | Le zecche maggiori dell'Asia Minore - parte 1                                                             | Roberto Pace                                         |
| 9      | n/a           | Numismatici e numismatiche (sugli studi numismatici nel napoletano)                                       | Giuseppe Ruotolo                                     |
| 10     | n/a           | L'esperto risponde                                                                                        | Mario Traina                                         |
| 11     | n/a           | Tre imperatori per tre riforme                                                                            | Adriano Savio                                        |
| 12     | Aprile 2000   | Habemus Papam (stemmi, monete e storie papali da Bonifacio VIII a GPII)                                   | Maurizio Carlo Alberto Gorra                         |
| 13     | n/a           | Gli esperti rispondono                                                                                    | Mario Traina                                         |
| 14     | n/a           | La storia della moneta a fumetti                                                                          | AA.VV.                                               |
| 15     | n/a           | Gli assedi e le loro monete - parte 1                                                                     | Mario Traina                                         |
| 16     | n/a           | Gli assedi e le loro monete - parte 2                                                                     | Mario Traina                                         |
| 17     | n/a           | Storie di zecche e di mercanti                                                                            | Roberto Ganganelli, Mario Ladich, Franca Maria Vanni |
| 18     | n/a           | Gli esperti rispondono                                                                                    | Mario Traina                                         |
| 19     | n/a           | La monetazione imperiale romana                                                                           | Fiorenzo Catalli                                     |
| 20     | n/a           | Gli assedi e le loro monete - parte 3                                                                     | Mario Traina                                         |
| 21     | n/a           | Le monete dell'antico Egitto - parte 1                                                                    | Roberto Pace                                         |
| 22     | Ottobre 2001  | Le monete dell'antico Egitto - parte 2                                                                    | Roberto Pace                                         |
| 23     | Gennaio 2003  | Venezia austriaca nelle medaglie di Luigi Ferrari (1772-1844)                                             | Leonardo Mezzaroba                                   |
| 24     | n/a           | Gli assedi e le loro monete - parte 4                                                                     | Mario Traina                                         |
| 25     | n/a           | Ricordando la lira                                                                                        | Mario Traina                                         |
| 26     | n/a           | Le monete dei Fenici                                                                                      | Roberto Pace                                         |
| 27     | n/a           | Introduzione alla numismatica bizantina                                                                   | Mario Ladich                                         |
| 28     | giugno 2004   | Le monete di Petra e della Arabia Petrea - parte 1                                                        | Roberto Pace                                         |
| 29     | ottobre 2004  | Le monete di Petra e della Arabia Petrea - parte 2                                                        | Roberto Pace                                         |
| 30     | Marzo 2005    | La monetazione etrusca, italica e romana repubblicana                                                     | Fiorenzo Catalli                                     |
| 31     | ottobre 2005  | Gli ordini cavallereschi delle dinastie italiane e della Santa Sede                                       | Roberto Saccarello                                   |
| 32     | Aprile 2006   | Venezia Maggiore in medaglia. La basilica di San Marco, il campanile di San Marco, la chiesa della Salute | Leonardo Mezzaroba                                   |
| 33     | Ottobre 2006  | La monetazione della Magna Grecia e della Sicilia antica                                                  | Fiorenzo Catali                                      |
| 34     | Maggio 2007   | Viaggio numismatico in Panfilia                                                                           | Roberto Pace                                         |
| 35     | Ottobre 2007  | Le monete dei Savoia - Prima parte: i conti                                                               | Mario Traina                                         |
| 36     | Maggio 2008   | Le monete dei Savoia - Seconda parte: i duchi (1/4)                                                       | Mario Traina                                         |
| 37     | Novembre 2008 | Le monete dei Savoia - Seconda parte: i duchi (2/4)                                                       | Mario Traina                                         |
| 38     | Maggio 2009   | Le monete dei Savoia - Seconda parte: i duchi (3/4)                                                       | Mario Traina                                         |
| 39     | Giugno 2009   | Le monete dei Savoia - Seconda parte: i duchi (4/4)                                                       | Mario Traina                                         |